# Test de personnalité

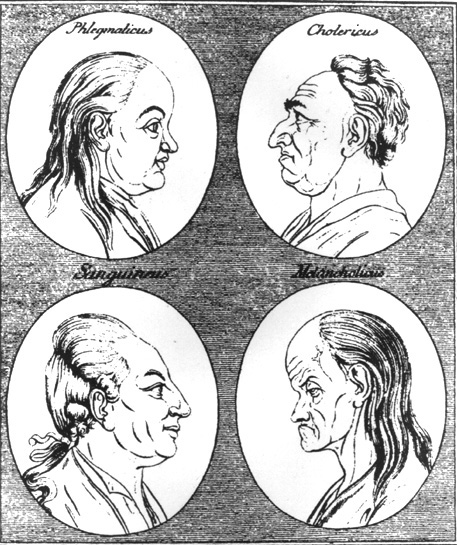
Les quatre tempéraments tirés par Johann Caspar Lavater : phlegmatique, colérique, sanguin et mélancolique.

Les tests de personnalité sont des techniques psychologiques d’exploitation des aspects non cognitifs de la personnalité. Ces tests sont des épreuves qui explorent les aspects non intellectuels, au sens large de la personnalité, c’est-à-dire les versants conatifs et affectifs ainsi que leurs déviations.
Les tests de personnalité diffèrent entre eux par la situation utilisée comme stimulus. La plupart sont constitués de questions ou de propositions auxquelles le sujet doit répondre en fonction de ce qu'il pense, ressent, estime, souhaite, etc., cette réponse ne mettant en jeu ni aptitudes, ni connaissances. Ils sont dénommés questionnaires, inventaires, ou échelle d’auto-évaluation. Le but d’un test est d’évaluer une personne non pas dans l’absolu mais en la comparant à d’autres.
Un grand nombre de tests de personnalité repose sur le modèle des Big Five. C'est le cas du NEO PI-R, développé par McCrae et Costa ou encore le test uwamai. D'autres outils de mesure de la personnalité se basent sur un modèle composé de 6 facteurs (Hexaco).
Les méthodes projectives peuvent aussi être utilisées pour évaluer la personnalité (exemples : le TAT, le test de Rorschach).

## Mesure de la qualité d'un test psychométrique

### Fidélité d'un test
La fidélité est obtenue lorsqu'une procédure appliquée deux fois aux mêmes sujets donne des résultats pratiquement équivalents. Il existe quatre méthodes pour évaluer la fidélité d’un test : la méthode de stabilité temporelle (test-retest), la méthode des formes parallèles sans délai, méthode des formes parallèles avec délai et méthode de la consistance interne.

### Sensibilité d'un test
La sensibilité d’une méthode d’évaluation est une qualité indispensable qui va permettre de classer les sujets de façon discriminante. En d’autres termes, la méthode utilisée devra permettre d’opérer une véritable distinction des sujets entre eux, elle pourra distinguer les individus obtenant des résultats moyens, supérieurs ou inférieurs, afin de les classer selon un étalonnage précis.

### Validité d'un test
Est-ce que ce test mesure réellement ce qu'il est censé mesurer ? Est-ce que les informations fournies par ce test sont pertinentes ou utiles ?
L'indice de validité est une corrélation. Il existe 3 types de validité ; la validité de contenu qui pose la question de savoir si le contenu de la méthode d’évaluation est bien représentatif du contenu du domaine que cette méthode est censée mesurer ; la validité de critère qui va regarder la relation avec un critère mesurant déjà bien le construit et qui va légitimer la valeur même de l'outil, elle va vérifier que l’outil élaboré mesure réellement le phénomène qu'il est supposé mesurer ; la validité de concept qui va mesurer le bon construit théorique et qui évalue si le test permet de prédire le ou les traits de caractère en situation.

## Faiblesses méthodologiques
Les questionnaires souffrent d'une faiblesse inhérente à la méthodologie employée. Une part de subjectivité entre dans les résultats, par quelques biais. 

### Biais d'ignorance
Le biais d'ignorance est le fait d'avoir une mauvaise ou une non-connaissance de soi.

### Biais d'acquiescement
Le biais d’acquiescement (en) est la tendance à répondre ‘oui’ plutôt que ‘non’ de certaines personnes, quelle que soit la question posée.

### Biais de tendance centrale
Le biais de tendance centrale définit la tendance des répondants à un questionnaire de n’utiliser que les propositions au centre de l’échelle de réponse afin, finalement de ne pas donner un avis tranché. Les questionnaires de personnalité construits avec une échelle de réponse (type échelle normative) sont exposés à ce biais.

### Biais de désirabilité sociale
Le biais de désirabilité sociale représente cette tendance qu’ont certains répondants à donner les réponses qu’ils pensent être attendues, et donc que désire entendre l'autre. En d’autres termes, les répondants essayent de donner une bonne impression.
Dans le cadre d’un recrutement ou d’un contexte sélectif, ce biais est d’autant plus important que les enjeux, à la fois pour l’individu et pour l'organisation, sont importants.

### Universalité
À ces différents biais s'ajoute la problématique  de l’universalité du modèle utilisé. Avec l’internationalisation des tests, des variations par culture apparaissent, restreignant la validité à une seule culture[réf. à confirmer].

## Contextes d'utilisation

### Évaluation
L'évaluation des personnes par la méthode des tests est une pratique très répandue. Son application couvre un champ très large : l'orientation scolaire, le recrutement, le développement de l'enfant ou encore le diagnostic des troubles du vieillissement par exemple. Le cadre dans lequel se pratique l'évaluation est très varié: l’école, l'entreprise, l’hôpital, etc. L'évaluation peut être pratiquée par un psychologue, un enseignant un médecin ou un responsable du personnel (entre autres...) à l'aide de différents instruments allant des questionnaires, d'épreuves de natures diverses aux mises en situation proches de la vie réelle. Dans son sens le plus large, l'évaluation peut prendre la forme de l'observation d'un évènement par une personne qualifiée, afin d'en repérer les caractéristiques essentielles, de les analyser et de décider des actions à mener. Finalement, et c'est essentiel, l'évaluation renvoie toujours à des décisions à prendre et à des actions à mener : la promotion d'une personne dans l'entreprise, le placement d'un malade dans une institution, la mise au point et l'application d'un traitement : c'est cette finalité qu'il faut garder à l'esprit quand il s'agit d'évaluation. L'évaluation ne constitue pas une fin en soi, elle permet de prendre des décisions sur les actions à mettre en œuvre.

### Recrutement
Les tests de personnalité jouissent d'une grande validité perçue (50 % des cadres en France se sont soumis à un test de personnalité lors de leur dernier recrutement). Mais, pour les raisons citées ci-dessus (biais), la validité réelle de la personnalité comme prédicteur de la réussite est sujette à caution. Certaines études imputent une validité prédictive faible du comportement sur le lieu de travail ; toutefois, de larges méta-analyses suggèrent une validité prédictive modeste mais suffisante pour certaines mesures de la personnalité, telles que la conscience ou l'intégrité. Selon ces recherches, la mesure de l'intégrité (telle qu'on la trouve dans des tests isolés ou par exemple dans un test de personnalité tels que l'HEXACO-PI-R sous le nom de "Honnêteté-humilité"), quand elle est associée à une mesure de l'intelligence (Facteur g), se révèle être la méthode la plus prédictive de la performance professionnelle (.78 avec celle-ci).